# Open Wide
Open Wide é uma canção do DJ e produtor escocês Calvin Harris, de seu quarto álbum de estúdio, Motion (2014). Possui vocais do rapper americano Big Sean. Originalmente lançada como um single promocional em 27 de outubro de 2014, a canção tem emplacado oficialmente na parada de rádio rhythmic contemporary nos Estados Unidos em 27 de janeiro de 2015, e é o quinto single do álbum. "Open Wide" é a versão vocal de uma música instrumental de Harris, "C.U.B.A.", que aparece como um lado B de seu single "Blame".

## Videoclipe
O vídeo é um clipe cinematográfico com um deserto shoot-out. Como os dois lados são opostos, há uma explosão de tiro após tiro para o outro, e uma bailarina dança no meio do tiroteio, evitando as balas com a destreza de Keanu Reeves em Matrix.

## Créditos
Adaptado do encarte de Motion.
- Calvin Harris – Todos os instrumentos, arranjo, produção, composição
- Big Sean – Composição, vocais
- Chris Galland – Assistente de mixagem
- Manny Marroquin – Mixagem
- Ike Schultz – Assistente de mixagem

## Desempenho nas paradas
| Parada (2014–15)                                  | Melhor posição |
| ------------------------------------------------- | -------------- |
| Austrália (ARIA)                                  | 77             |
| Áustria (Ö3 Austria Top 75)                       | 58             |
| Bélgica (Ultratip Bubbling Under de Flandres)     | 8              |
| Bélgica (Ultratip Bubbling Under da Valônia)      | 6              |
| França (SNEP)                                     | 37             |
| O campo songid é OBRIGATÓRIO PARA PARADA ALEMÃ    | 22             |
| Irlanda (IRMA)                                    | 63             |
| Escócia (Scottish Singles Chart)                  | 5              |
| Suíça (Schweizer Hitparade)                       | 41             |
| Reino Unido (UK Singles Chart)                    | 23             |
| Reino Unido (UK Dance Chart)                      | 6              |
| Estados Unidos (Billboard Dance/Electronic Songs) | 12             |
| Estados Unidos (Billboard Rhythmic)               | 30             |

## Histórico de lançamento
| Região         | Data                  | Formato               | Gravadora                         | Ref.   |
| -------------- | --------------------- | --------------------- | --------------------------------- | ------ |
| Mundo          | 27 de outubro de 2014 | Descarga digital      | Deconstruction, Fly Eye, Columbia | [ 15 ] |
| Estados Unidos | 27 de janeiro de 2015 | Rhythmic contemporary | Columbia                          | [ 16 ] |